# 糸ようじ

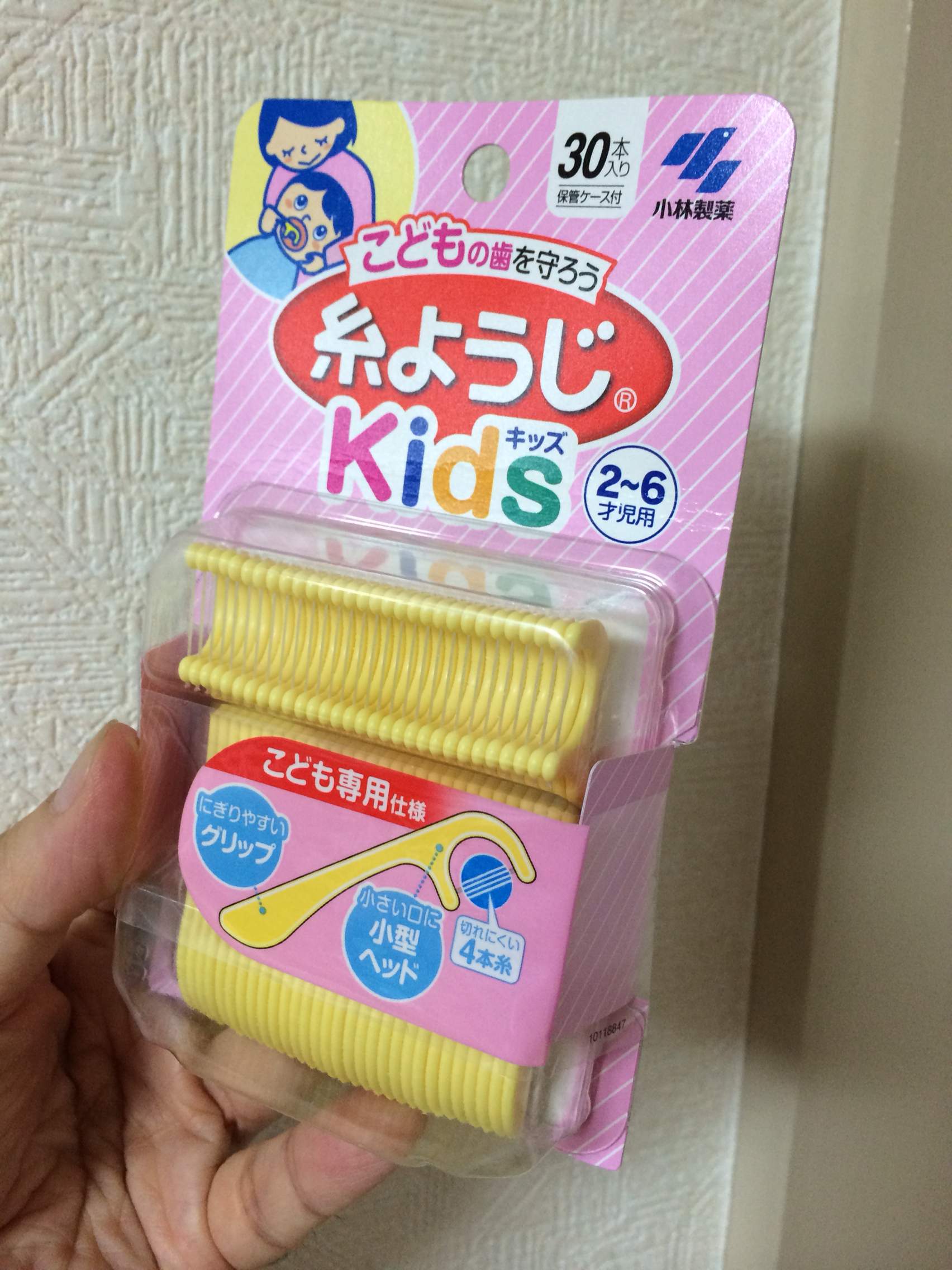
糸ようじ キッズ

糸ようじ（いとようじ）は、小林製薬が製造販売する歯間清掃具のブランドであり、同社の登録商標である。1987年発売。

## 沿革
1980年代初頭、欧米では歯間清掃具として“デンタルフロス”が主流であったが、爪楊枝に慣れ親しんだ日本人には、歯科医院で推奨され始めていたものの、普及していなかった。このような状況の中、小林製薬から、弓状に一本のフロスを張って持ち手（柄）を設け、フロスとは反対側の持ち手の先端にピック（爪楊枝）を設けることで、日本の「爪楊枝」と海外の“デンタルフロス”を融合した、「糸ようじ」という名称のフロスアンドピック（糸付きようじ）が発売された。発売後、「糸ようじ」は、一躍ヒットとなった。
1990年代後半になると、低価格の類似した製品が登場し始めた。このような状況の中で、糸ようじのフロス部分の形状が変わり、複数の細い糸から構成された1本の糸を、6本並べた形状の糸ようじが登場した。そして、このときから、“6本糸で歯垢をからめ取る”というパッケージコピーが使われている。
発売当初は、歯ブラシによるブラッシングを補完する用具として認識されていたが、1989年に「80歳で20本の歯を残すことを目標に掲げた「8020運動」がスタートし、歯周病予防に効果的であることが徐々に認識され始めた。その後の「健康日本21」など厚生労働省を中心とした「歯の健康維持に関する啓発活動」による影響も合い重なり、フロスアンドピック（糸付きようじ）・デンタルフロス・歯間ブラシなどさまざまなアイテムが発売され、歯間清掃具市場は拡大の一途を辿ることになった。
なお、「糸ようじ」の姉妹品である「やわらか歯間ブラシ」は2003年の販売開始当初、「糸ようじ」のシリーズ品として「糸ようじ やわらか歯間ブラシ」の製品名で発売されていたが、「Dental Dr.（デンタルドクター）」の立ち上げに伴って2006年5月に「Dental Dr. やわらか歯間ブラシ」に改名し、「Dental Dr.」のシリーズ品となっていた。2012年3月にSSS-Sサイズを追加発売したことに伴って現在の「やわらか歯間ブラシ」に再改名し、パッケージには約5年10ヶ月ぶりに「糸ようじ」が表記されるようになったが、独立ブランドとなって「糸ようじ」とは姉妹品の位置づけとなった。また、「やわらか歯間ブラシ」同様、「Dental Dr.」のシリーズ品となっていた「マイクロ歯間ブラシ」も2014年4月にL字型の発売とI字型のパッケージリニューアルによって独立ブランド化され、パッケージに「糸ようじ」が表記されて姉妹品となった。

## 年譜
本節では便宜上、姉妹品の歯間ブラシについても述べる。
- 1987年 - 初代「糸ようじ」10本入り・30本入り発売
- 1990年 - 「糸ようじ」20本入り発売
- 1995年 - 「糸ようじ　歯間ブラシ」発売
- 1997年 - 「糸ようじ」50本入り発売
- 1999年 - 「糸ようじ」6本糸に形状変更
- 2000年 - 「こどもの糸ようじ」発売
- 2001年 - 「糸ようじ 歯間ブラシL字型」発売
- 2002年 - 「糸ようじ 歯間ブラシI字型」発売
- 2003年 - 「糸ようじ やわらか歯間ブラシ」発売（当初はSS-Mサイズ・20本入りのみ）
- 2006年
  - 4月 - 「Dental Dr. マイクロ歯間ブラシ」発売
  - 5月 - 「糸ようじ やわらか歯間ブラシ」が「Dental Dr. やわらか歯間ブラシ」に改名し、「Dental Dr.」シリーズに移行
- 2007年9月 - 「Dental Dr. やさしく入る歯間ブラシ」発売
- 2009年
  - 3月 - 「Dental Dr. カーブ歯間ブラシ」発売
  - 10月 - 「Dental Dr. やわらか歯間ブラシ」にM-Lサイズを追加発売
- 2010年
  - 4月 - 「Dental Dr. やわらか歯間ブラシ」のSS-Mサイズにお徳用40本入りを追加発売
  - 10月 - 「Dental Dr. やわらか歯間ブラシ」にL字型を追加発売
- 2011年10月 - 「糸ようじ ミント付き」発売
- 2012年
  - 3月 - 「やわらか歯間ブラシ」にSSS-Sサイズを追加発売。併せて、「やわらか歯間ブラシ」に再改名して独立ブランドとなり、パッケージに「糸ようじ」が表記されて姉妹品の位置づけとなる。
  - 4月 - 「糸ようじ」をリニューアル発売。発売以来長らく使用してきたロゴを一新したほか、30本入り・ミント付きは何度でも開け閉めできる軽量プラスチックケースを採用。50本入は60本入（30本入×2パック）に増量した。後に、「こどもの糸ようじ」にもふた付き軽量プラスチックケースを採用し、「糸ようじKids」に改名する。
- 2014年4月 - 「マイクロ歯間ブラシ」にL字型を追加発売。併せて、発売当初から「Dental Dr.」ブランドで発売されていたI字型もパッケージリニューアルし、こちらにもパッケージに「糸ようじ」が表記されて姉妹品となる。
- 2016年4月 - 「糸ようじ 入りやすいタイプ」発売。同時に、「糸ようじ」の30本入り・60本入りをリニューアル。

## 製品ラインナップ

### 現行製品
フロスアンドピック（糸付きようじ）
- 糸ようじ 10本入り、20本入り、30本入り、60本入り

帯状に並べた6本の細い糸が歯間の汚れをからめて取り除き、反対側のユニークな形状のピックは、歯の裏などの取りにくい食べカスを容易に取り除くことができる。
20本入りは円筒形プラスチック容器入り。30本入りは自立するプラスチックケース入り、60本入りは30本入ケースが2パック入った仕様となっていたが、2016年4月のリニューアルで30本入りと60本入りは上下に切り離し、開封後も再度シールできる新型ケースとなった。
- 糸ようじ ミント付き（30本入り）

6本の糸とその周辺にミントフレーバーを付けて使用後の爽快感を付与した「糸ようじ」。2014年にパッケージを変更し、通常品の「糸ようじ」と区別するために台紙の背景色をスカイブルーに変更。2016年4月に開封後も再度シールが可能な新型ケースに変更した。
- 糸ようじ 入りやすいタイプ 60本入り

通常の「糸ようじ」よりも本数を減らした4本糸とポリエチレン素材を採用。上下に切り離し、開封後も再度シールできるケースを採用。
- 糸ようじ Kids（30本入り）

子どもの小さい口に合わせてヘッドを小型化し、糸を4本糸に変更。グリップ形状も変更した2〜6歳用の「糸ようじ」。保管ケースになるプラスチックケース入り。
歯間ブラシ
※歯間ブラシは「糸ようじ」の姉妹品の位置づけとなる
- やわらか歯間ブラシ 極細タイプ（20本入り）、細いタイプ（20本入り/40本入り）、太いタイプ（20本入り）

ワイヤー（金属）を使わず、ゴムを使用した歯間ブラシ。先端先細加工を採用しており、先端と根元で異なる太さに設計しているため、複数のサイズを1本で対応できる。「極細タイプ」は市販品の歯間ブラシのSSSサイズからSサイズに、「細いタイプ」は市販品の歯間ブラシのSSサイズからMサイズに、「太いタイプ」は市販品の歯間ブラシのMサイズからLサイズにそれぞれ対応する。
2012年3月のリニューアル時にはパッケージを改良し、開封後も再びシールで閉じられるようになり、パッケージを切り取ることで切り取った部分がそのまま携帯ケースとして使用できるようになった。
2014年にパッケージデザインを変更し、SSS〜Sサイズは「極細タイプ」、SS〜Mサイズは「細いタイプ」、M〜Lサイズは「太いタイプ」にそれぞれ改めた。
2016年秋に持ち手の形状を変更するリニューアルを行い、これまでの海外製造（ドイツ製）から国内製造に切り替えた。
- やわらか歯間ブラシ L字型 SS-Mサイズ（16本入り）

L字型のやわらか歯間ブラシ。
2016年秋に持ち手の形状を変更するとともに、開封後も再びシールで閉じて保管ケースとして使用できるパッケージに変更するリニューアルを行い、これまでの海外製造（ドイツ製）から国内製造に切り替え、メーカー希望小売価格を値下げした。
- カーブ歯間ブラシ 極細タイプ（10本入り）、細いタイプ（10本入り）、普通タイプ（10本入り）

グリップを口腔内の形状に合わせてカーブ形状とし、根元にはサポート構造を施した歯間ブラシ。
- マイクロ歯間ブラシ I字型（15本入り）

ワイヤー径0.2mmの超極細ワイヤーを採用したマイクロサイズ（SSSSサイズ）の歯間ブラシ。
- マイクロ歯間ブラシ L字型（10本入り）

マイクロサイズ（SSSSサイズ）のL字型歯間ブラシ。
- やさしく入る歯間ブラシ 極細タイプ（10本入り）、細いタイプ（10本入り）、普通タイプ（10本入り）

ブラシの先端と後端に極細のソフトブラシを、中央部に高密度ブラシを採用したL字型の歯間ブラシ。

### 製造終了品
- 糸ようじ 50本入り
- 糸ようじ 歯間ブラシ I字型（M/SS/SSS） 20本入り
- 糸ようじ 歯間ブラシ I字型（M/SS/SSS） 15本入り
- 糸ようじ 歯間ブラシ L字型（M/SS/SSS） 8本入り
- 糸ようじ 歯間ブラシ L字型（M/SS/SSS） 10本入り
- 糸ようじ 歯間ブラシ ロング

## CM
歴代CM出演タレント
熊谷真実 （糸ようじ、1996年 - 2000年）
はしのえみ （糸ようじ、やわらか歯間ブラシ、2013年 - 現在）
歴代ナレーション
渡辺篤史（2010年）